# Maironis

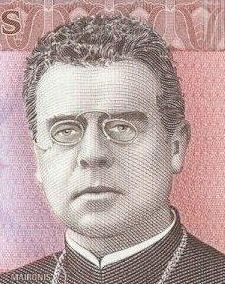
Maironis på en litauisk sedel

Maironis, egentligen Jonas Mačiulis född 21 oktober 1862, död 28 juni 1932, var en av de mest kända litauiska poeterna. Han var född i Pasandravys i Raseiniairegionen i Litauen. 
Maironis tog studentexamen med goda betyg vid Kaunas gymnasium och åkte för att studera litteratur vid Kievs universitet. Redan efter ett år avbröt han studierna och återvände för att i Kaunas studera vid ett prästseminarium.
1922 blev Maironis professor i teologi vid Kaunas universitet. Förutom dikter med patriotiskt innehåll och dramer med nationella ämnen verkade han även som översättare och översatte bland annat Rigveda till litauiska.
Han var en stor patriot och arbetade hårt för att "väcka upp" nationen att kämpa sig fri från det ryska imperiet.